# Jóannis Kristiansen
Jóannis Kristiansen (12. februar 1918 i Leirvík – 3. marts 1988 i København) var en færøsk kunstmaler,.
Han var den yngste af 4 søskende. Forældrene var fisker Svend Edvard K. og Inger Anne Christiansen. Moderen døde da Jóannis var 2 år gammel, og sammen med sine tre søstre blev han opfostret af sin halvsøster Amalie og hendes mand Garða-Jógvan i Leirvík. 
Jóannis Kristiansen blev den 13 juli 1967 gift i København med Else Margrethe Bonke, født den 5 februar 1911 i Vesterborg Sogn, datter af proprietær Jens Ludvig Anton B. og Kathe Lorenzen
Jóannis Kristiansens yndlingsmotiver var Færøernes hurtig skiftende vejrlig og øernes karakteristiske lys. Han motiver er overvejende hentet fra sin hjembygd Leirvík, som er omgivet af hav og høje fjelde. Ved siden af landskaberne malede han også portrætmalerier. 
1987 blev han hædersmedlem af i Danmarks Tekniske Højskoles Kunstforening.

## Uddannelse
Han blev malersvend i 1940 og var fra 1941-42 elev på Niels W. Rasmussens Tegne- og Malerskole, København 1941-42. 1943 kom han i tegnelære hos billedhuggeren Ib Schmedes og fra 1944 til 1948 var han elev på Kunstakademiets Malerskole hos Aksel Jørgensen.

## Udstillinger med malerier af Jóannis Kristiansen
- 1962 Losjan, Tórshavn. Sammen med Hans í Mikladali (Hans Hansen) og Ingálvur av Reyni
- 1963 Losjan Tórshavn
- 1965 Losjan Tórshavn
- 1966 Ólavsøku, Tórshavn
- 1968 Losjan Tórshavn
- 1970 Færøysk kunst, Bergens Kunstforening
- 1971 Danese, Torino, Losjan Tórshavn
- 1972 Galleri M, København, 1972 Listaskálin Tórshavn
- 1974 Hejrehusene, St. Lyngby
- 1976 Ólavsøkuframsýningin, Tórshavn, Losjan Tórshavn
- 1978 Danmarks Tekniske Højskoles Kunstforening, København
- 1979 Statens Vejdirektorats Kunstforening, Låne- og Sparekassen, København
- 1981 D. T. H, Kbh., Låne- og Sparekassen, Kbh., Nordisk Kulturstævne, Ilulissat, Grønland
- 1983-1988 Låne- og Sparekassen, København
- 1993 Leirvíks bygdehus og skole (retrospektiv)
- 1995 Listasavn Føroya (retrospektiv)
- 2004 Snarskivan, Tórshavn (retrospektiv)

## Malerier
- "Jesus i Getsemane" 1980, altertavle i Leirvík Kirke
- "I Leirvík", 1962” og “I Leirvík 1965”, Listasavn Føroya
- "Norður í Djúpini", 1986